# Breaksea Point
Breaksea Point är en udde i Storbritannien.   Den ligger i kommunen Vale of Glamorgan och riksdelen Wales, i den södra delen av landet, 230 km väster om huvudstaden London.
Terrängen inåt land är platt. Havet är nära Breaksea Point söderut.  Närmaste större samhälle är Cardiff, 18,8 km nordost om Breaksea Point. 